# 楼王镇
楼王镇，是中华人民共和国江苏省盐城市盐都区下辖的一个乡镇级行政单位。

## 行政区划
楼王镇下辖以下地区：
朝阳社区、文昌社区、利民社区、庆丰村、花季园村、江庄村、新祥村、姚顾村、丁马港村、仁和村、凌庞村、凤池村、城头村、新楼村、公兴村、郭杨村、汉张村、果林村、蟒河村、庆西村、凤南村、莘野村、潭溪村和潭田村。